# Phare des Birvideaux
Le phare des Birvideaux est un phare situé sur le plateau des Birvideaux, entre Groix, la presqu'île de Quiberon, et Belle-Île-en-Mer.

## Histoire
Il s'agit du phare français dont la construction fut la plus longue : elle dura 54 ans (de 1880 à 1934).
Si l'édification de cette tourelle dura si longtemps, c'est à cause, d'une part, de la configuration difficile du plateau, exposé à la houle du large et immergé en permanence, et d'autre part de problèmes de logistique qui affectèrent le chantier presque tout au long de sa durée. La construction des fondations fut réalisée entre 1903 et 1922. Entre 1923 et 1933, les soubassements furent construits. Les chambres de la sirène et de la lanterne furent aménagées en 1934. L'allumage définitif du feu eut enfin lieu le 8 novembre 1935. 
Initialement, on pensait plutôt tenter aux Birvideaux la construction d'une balise en fer de 18 mètres de haut. En 1879, Léon Bourdelles écrivait en effet dans son rapport : « Cette solution a été adoptée en raison des difficultés et des dépenses qu'entraînerait la construction d'une tourelle sur le sommet du plateau, à 2 mètres 60 en contrebas des basses mers. » Finalement, le choix se porta sur une tour en maçonnerie d'environ 30 mètres de hauteur. 
Avant le feu des Birvideaux, le plateau était signalé par des bouées, souvent invisibles en cas de brume ou de houle.
Ce phare, en réalité une grande tourelle, est répertorié comme balise de danger isolé, et en possède donc les caractéristiques (couleurs et signal lumineux). Toutefois, ses couleurs noir-rouge-noir sont quasiment effacées et nécessitent une réfection.

## Plateau des Birvideaux
Le plateau rocheux des Birvideaux est situé entre l'île de Groix et la presqu'île de Quiberon. Immergé en permanence (altitude
-3,60 m NGF), il est associé à Aïse, ville mythique engloutie occupée par le peuple des Birvideaux, et qui est agrégée à la légende de la cité d'Ys d'ordinaire placée dans la baie de Douarnenez. Ce géomythe est lié au réchauffement climatique postglaciaire qui induit une remontée du niveau marin sur les côtes atlantiques, ce qui ennoie de larges zones côtières. Un jour, une tempête submerge l'île des Birvideaux, et il ne subsiste plus que quelques écueils en mer sur le plateau de ce nom. Depuis, « ses habitants vivent sous la mer et se nourrissent de moules et de patelles. À la Saint-Colomban, le 23 novembre, ils sortent des eaux pour participer au Pardon, enveloppés de manteaux rouges tissés de feu pur. Ils retournent ensuite vivre dans l'océan, non sans avoir au préalable jeté leurs manteaux sur un bûcher ».